# Datsueba

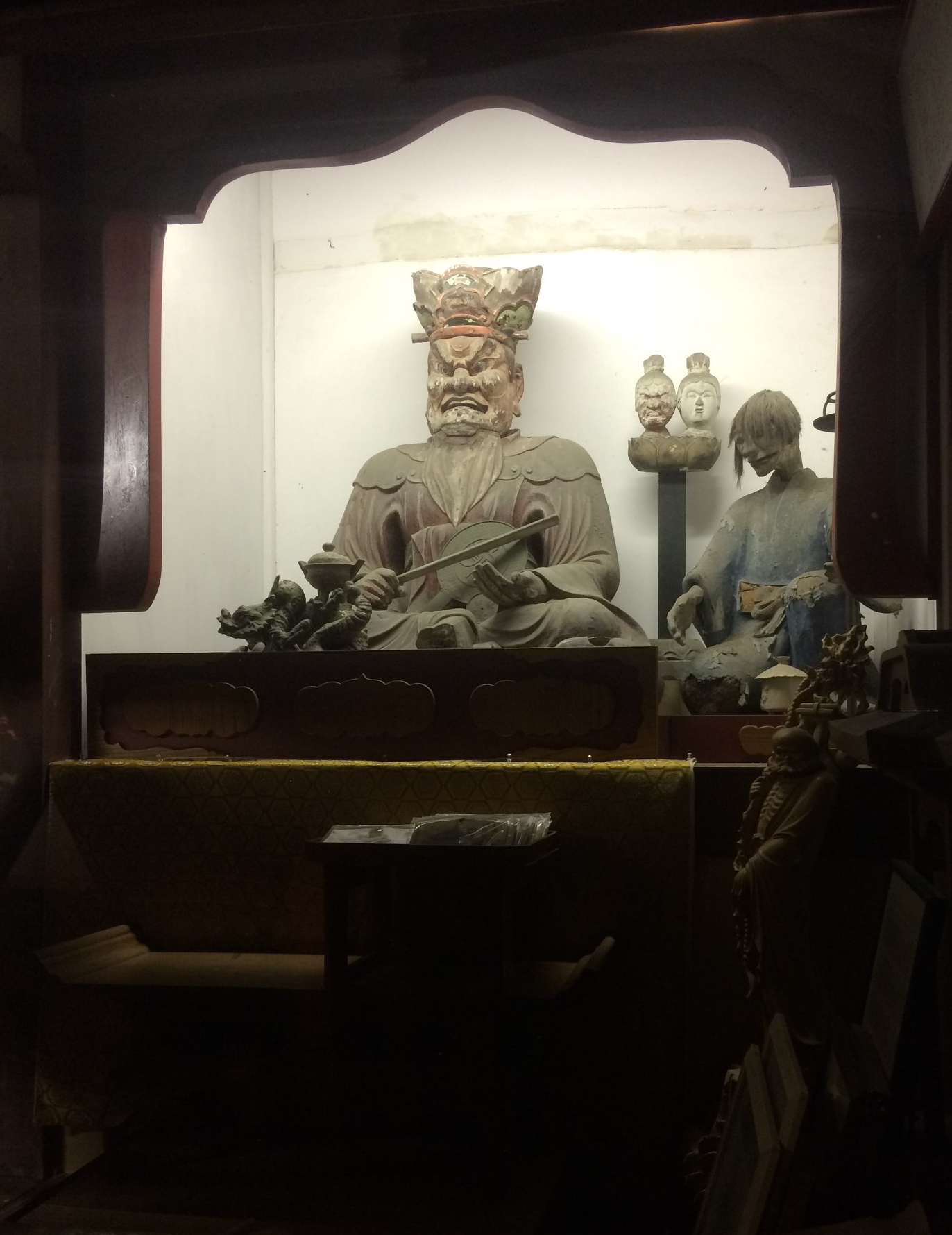
König Enma und Datsueba (Enryū-Tempel, Nakatsu, Präfektur Ōita)

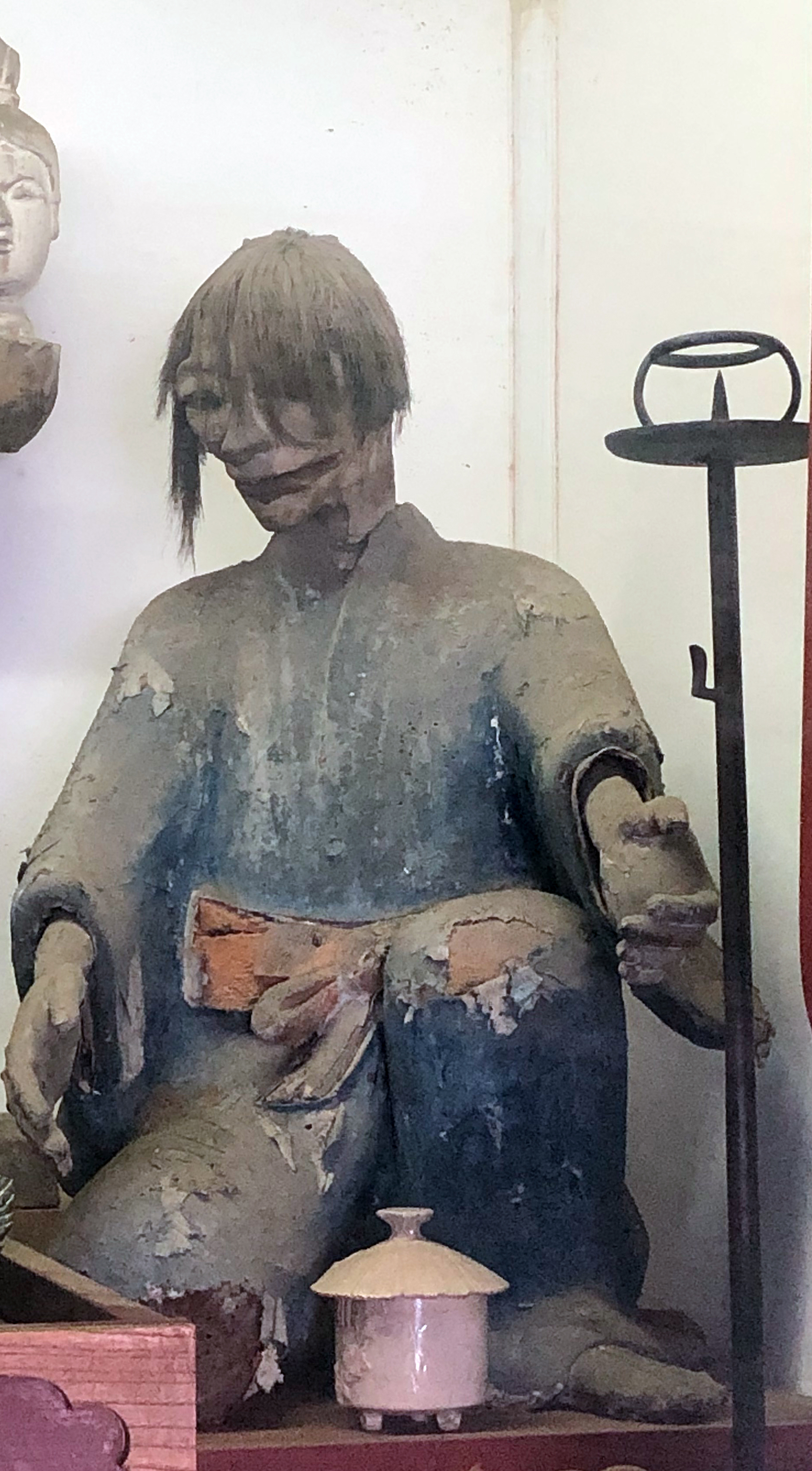
Datsueba (Enryū-Tempel)

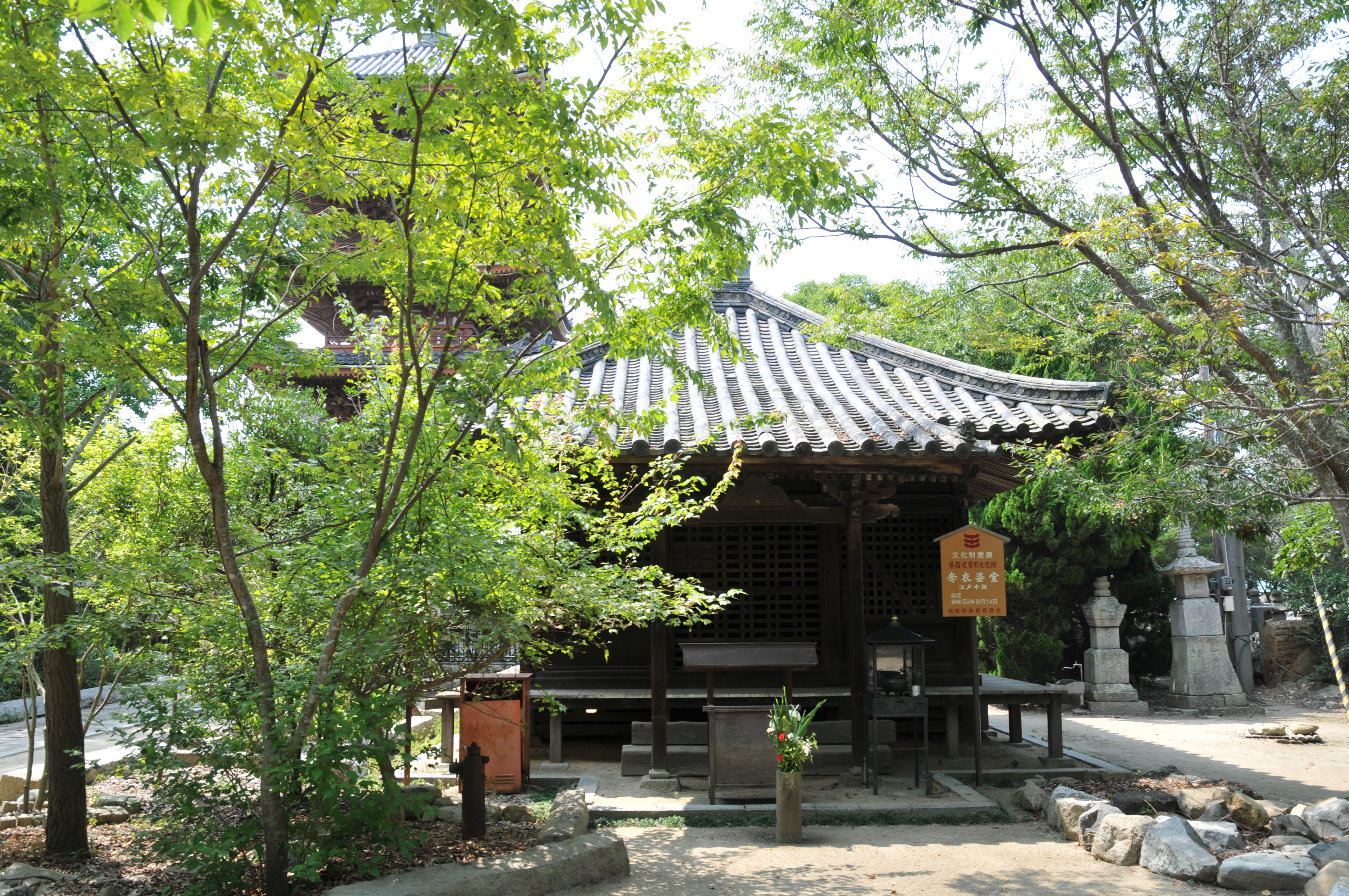
Datsueba-Halle im Shido-Tempel (Shido-ji), Präfektur Kagawa

Datsueba (jap. 奪衣婆), wörtl. „Kleider abreißende Alte“, ist volkstümlicher Überlieferung des japanischen Buddhismus zufolge eine furchterregende hagere Alte, die am Grenzfluss zur Unterwelt, dem Sanzugawa (三途川), auf die Verstorbenen wartet. Andere Namen sind Sōzukaba (葬頭河婆), Shōzuka no baba (正塚婆), Ubagami (姥神) und Ubason (優婆尊). Diese Figur, um die sich vielerlei Geschichten bildeten, tauchte in der von einer Endzeitstimmung geprägten späten Heian-Zeit auf und wurde in postkanonischen buddhistischen Schriften, Mandalas der Sechs Sphären (rokudō), Zehn Welten (jikkai) und volkstümlichen Erzählungen verbreitet.
Die Verstorbenen finden sich am 6. Tag nach ihrem Ableben am steinigen Ufer (Sai-no-Kawara)  des „Flusses der drei Übergänge“ (Sanzugawa) ein, der das Diesseits vom Jenseits trennt. In einer Art vorläufiger Untersuchung durch den König Shinkō-ō (秦広王), dem ersten der „Zehn Richter“ (Jūō 十王, wörtl. Zehn Könige), werden sie in drei Gruppen unterteilt. Die sündenfreien „Guten“ (zennin) dürfen den Fluss über eine Brücke in Begleitung des Bodhisattva Jizō (Kshitigarbha , jap. Jizō Bosatsu) überqueren. Jene mit geringfügigen Sünden durchwaten eine seichte Furt. Schwere Sünder müssen den Fluss an einer Stelle mit reißender Strömung durchschwimmen.
Die am Ufer wartende Datsueba reißt ankommenden Sündern die Kleider vom Leib. Wer ohne Kleidung kommt, verliert seine Haut. Die Kleider bzw. die Haut übergibt sie ihrem Partner, dem „Kleiderhänger–Alten“ (Keneō 懸衣翁), der sie auf den Zweig eines „Kleiderbaums“ (eryōju 衣領樹) am Ufer hängt. Je stärker sich der Zweig biegt, desto schwerer sind die Sünden des Verstorbenen. Dies dient als Beweismittel in den an festgesetzten Tagen durchgeführten Gerichten der folgenden neun Richter/Könige: Shokō (Shaka Nyōrai), Sōtei (Manji Bosatsu), Gokan (Fugen Bosatsu), Enma (Jizō Bosatsu), Henjō (Miroku Bosatsu), Taizan (Yakushi Nyorai) usw. Datsueba erscheint oft im Kontext mit Enma, der am 35. Tag Gericht hält.
Datsueba und ihr Partner Keneō sind zu allerlei Grausamkeiten fähig. So brechen sie Dieben die Finger. Kinder, die eigentlich zu früh gestorben und zu klein und schwach sind, um den Fluss zu überqueren, spornt Datsueba an, Steine zu kleinen Türmen aufzuhäufen, um ins Paradies aufzusteigen. Doch sobald eine gewisse Höhe erreicht ist, zertrümmern Dämonen auf ihren Befehl hin die Türmchen. Die Kinder, heißt es, würden dann aber auf Bitten gläubiger Angehöriger von dem Bodhisattva Jizō gerettet, der sie in seinem weiten Gewand verstecke und über die Brücke bringe.
Anderen Erzählungen zufolge ist Datsueba die Frau des Königs der Unterwelt, Enma. Während der Edo-Zeit gewann sie an Popularität als Helferin gegen Husten, Katarrh bei Kindern bzw. beim Abwehren von Krankheiten insgemein. Tempel, so z. B. die Tempel Sōen-ji (宗円寺), Taisō-ji (太宗寺) und Shōju-in (正受院) in Tokyo, Shido-ji (志度寺) in Sanuki (Kagawa), Gofuku-ji in Matsumoto u. a. m., wurden gebaut, Gebete und magische Sprüche verbreiteten sich. Mit ihrem Aufstieg schwand das Interesse an Keneō.